# Chiesa di Santa Lucia (Savona)
La chiesa di Santa Lucia è un piccolo edificio religioso che sorge, a Savona, su uno sperone di roccia un tempo a picco sul mare, lungo la vecchia strada di collegamento con Albissola Marina. Vi risiede la Confraternita dei SS. Agostino e Monica.

## Caratteristiche
La piccola chiesa a navata unica e presbiterio quadrato è forse il rifacimento seicentesco di un più arcaico edificio di epoca imprecisata di cui si vede ancora il profilo nell'attuale sacrestia con terrazzino semicircolare che ricalca l'antico abside. In una bella stampa del Settecento ci appare già nelle forme attuali. Sia l'interno che l'esterno sono semplici e lineari e privi di decorazioni sfarzose. Un dipinto in facciata e una tela all'interno dietro l'unico altare, riproducono l'immagine di Santa Lucia a cui il luogo di culto è dedicato. Sono qui conservate due "casse" per la Processione del Venerdì Santo di Savona. Si tratta de L'incoronazione di spine di Anton Maria Maragliano del 1710 e de Il bacio di Giuda di Giuseppe Runggaldier del 1926. La chiesa è meta di devozione e pellegrinaggio da parte dei savonesi il giorno 13 dicembre, data in cui si tiene la fiera di Santa Lucia in via Paleocapa, l'arteria principale della città. Prima che venisse costruito negli anni trenta il sottostante viadotto della Via Aurelia, la chiesa si trovava a picco sul mare e salutava sia chi entrava a Savona via terra che via mare. Per tali motivi spesso vi si recava per trovarvi ispirazione il poeta Gabriello Chiabrera, a cui il luogo fu sempre molto caro.

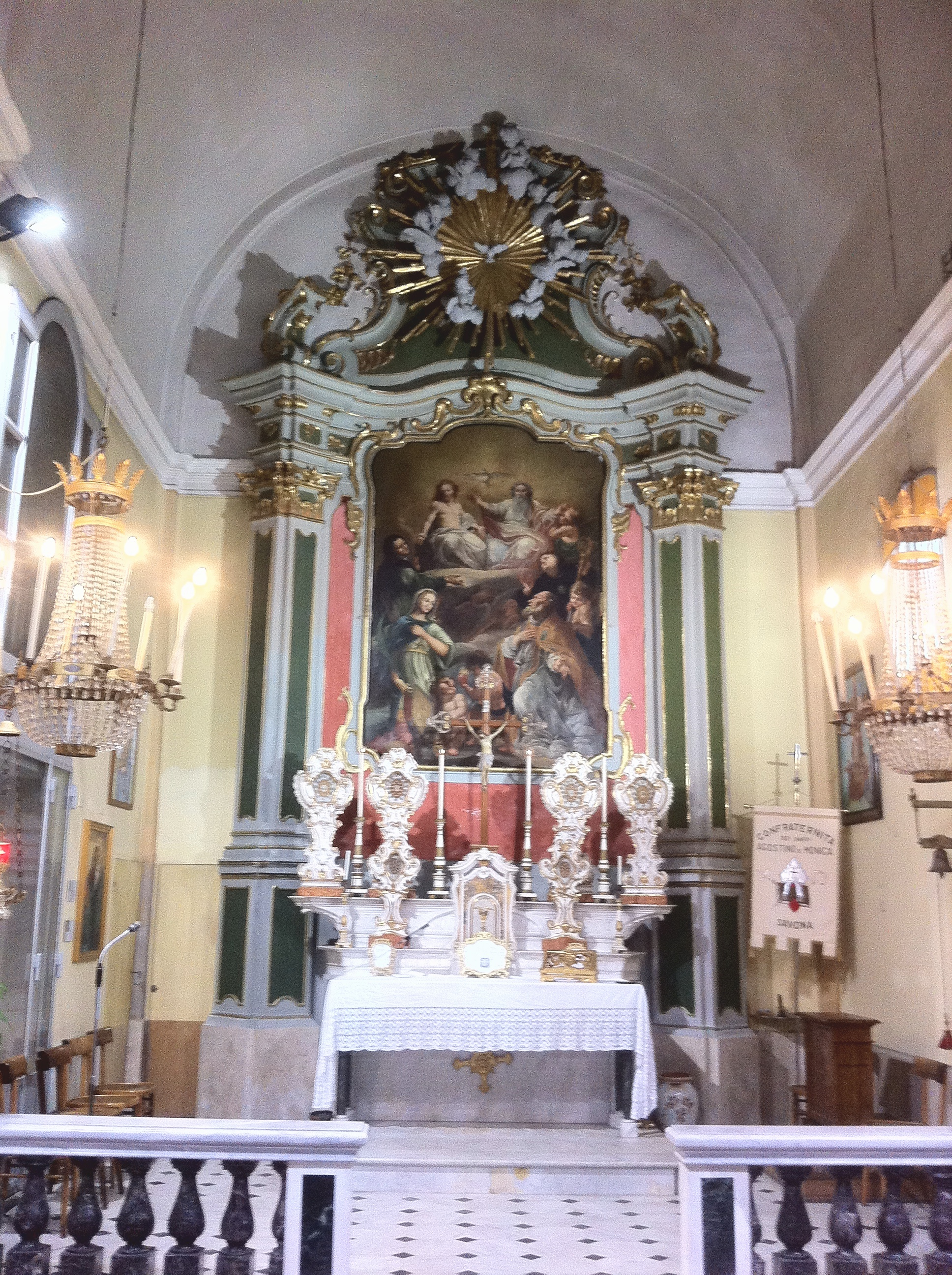
Presbiterio